# بازاریابی کلان
ماکرو مارکتینگ یا «بازاریابی کلان» (به انگلیسی: Macromarketing)عبارت است از مطالعه فرآیندهای بازاریابی، فعالیت‌ها، موسسات و نتایج از دیدگاه وسیع 
(مثل یک جامعه)، که در آن تعاملات فرهنگی، سیاسی، اجتماعی و اقتصادی مورد بررسی قرار می‍گیرد. «ماکرو مارکتینگ» یا «بازاریابی کلان»، بازاریابی‌ای است در زمینه‌ای بزرگ‌تر از هر شرکتی انجام میگیرد.
ماکرو مارکتینگ یک هدف را دنبال می‌کند و آن هم زنده نگه‌داشتن و حفظ ارزش‌های جامعه است؛ بنابراین بازاریابی کلان در صدد است تا بازاریابی محصولات و خدمات حتی ایده‌ها را به نحوی هدایت کند که به سود عموم و در کل جامعه باشد.
اما ممکن است این سؤال برای شما پیش بیاید که دلیل این همه اهمیت قائل شد برای بازاریابی کلان چیست؟ با توجه به اینکه انسان موجودی اجتماعی است. اگر از دیدگاه تکاملی به این موضوع نگاه کنیم کاملاً متوجه می‌شویم که جوامع بشری برای زنده ماندن خود نیاز دارند با یکدیگر اتحاد و تعامل داشته باشند. در حیطه بازاریابی نیز نظارت و بررسی بر این تعاملات اجتماعی و میان فردی در زمینه ماکرو مارکتینگ قرار می‌گیرد.
مطابق با نظر اغلب کارشناسان در این حوزه مطالعات بازاریابی کلان به علت تأکیدی که بر درک و شناخت درست از موارد زیر بسیار حائز اهمیت است:
- نحوه ابداع افراد و جوامع
- چگونگی سازگاری افراد و جوامع
- نحوه آموزش افراد و جوامع

در مورد بازاریابی کلان نظریه‌های گوناگونی در بین متخصصان وجود دارد. به عنوان مثال می‌توان اشاره کرد که عده‌ای از افراد معتقد هستند که بازاریابی کلان همانند حکم وجدان بازاریابی عمل می‌کند. این در صورتی است که برخی دیگر از افراد ارزش اصلی ماکرو مارکتینگ را بیش از هر چیزی در قدرت علمی و بی‌طرفی آن می‌دانند. با استفاده از تست A/B به خوبی می‌توان مشاهده نمود.

## تاریخچه
اصطلاح «بازاریابی کلان» برای اولین بار در سال ۱۹۶۲ توسط رابرت بارتلز در توسعه اندیشه بازاریابی به کار رفت، که در آن او «پیشرفتهای بازاریابی آینده، مانند افزایش مفهوم سازی، مطالعه مقایسه ای، تحقیقات بین رشته‌ای بیشتر و» مفهوم جدیدی از بازاریابی کلان را پیش‌بینی کرد. پانزده سال بعد، او و جنکینز مقاله اصلی خود را در سال ۱۹۷۷ در مجله بازاریابی منتشر کردند، جایی که آنها نوشتند:
بازاریابی کلان به معنای فرایند بازاریابی به‌طور کامل و مکانیسم کلی موسساتی است که آن را انجام می‌دهند. این به معنای سیستم‌ها و گروه‌های موسسات خرد، مانند کانال‌ها، گروه‌های بزرگ، صنایع و انجمن‌ها، برخلاف واحدهای جداگانه آنها است. اخیراً، این به معنای زمینه اجتماعی بازاریابی خرد، نقش آن در اقتصاد ملی و کاربرد آن در بازاریابی کالاهای غیر اقتصادی است.
این مقاله جایزه هارولد اچ مینارد مجله بازاریابی را به دلیل «مشارکت در تفکر و تئوری بازاریابی» دریافت کرد. هانت (۱۹۸۱) بازاریابی کلان را «مطالعه سیستمهای بازاریابی، تأثیر و پیامدهای سیستمهای بازاریابی بر جامعه و تأثیر و پیامدهای جامعه بر سیستمهای بازاریابی» (ص ۷) تعریف می‌کند.
انجمن بازاریابی ماکرو، «یک گروه بین المللی از دانشمندان» که «مسائل مربوط به تعاملات مختلف بین بازارها، بازاریابی و جامعه» را مطالعه می‌کند، در دهه ۱۹۷۰ تأسیس شد. در سال ۱۹۷۶، چارلز اسلیتر اولین سمینار بازاریابی کلان را در دانشگاه کلرادو در بولدر برگزار کرد، که سمینارهای بعدی آن را از سال ۱۹۷۷ تا ۱۹۷۹ دنبال کرد. در سال ۱۹۷۸، هیئت مشورتی ویراستاری بازاریابی کلان برای ارائه یک سیاست برای مجله بازاریابی کلان. در ۹ اوت ۱۹۷۹، هیئت مشورتی بار دیگر در بولدر، کلرادو ملاقات کرد و انجمن بازاریابی ماکرومارکت به وجود آمد.

## تحقیقات سیستم‌های بازاریابی
تمرکز بر سیستم‌های بازاریابی جنبه متمایز بازاریابی کلان است. سهم نظری پروفسور راجر لیتون در این زمینه از تحقیقات را نمی‌توان دست کم گرفت. لیتون نظریه سیستم‌های بازاریابی MAS (مکانیسم، عملکرد، ساختار) را پیشنهاد کرد. نظریه MSPG (سیستم‌های بازاریابی به عنوان یک کالای عمومی) این تحقیق را گسترش داده‌است.

## انجمن بازاریابی کلان
انجمن بازاریابی ماکرو از سال ۱۹۷۶ یک کنفرانس بازاریابی سالانه برگزار کرده و فصلنامه مجله بازاریابی از سال ۱۹۸۱ را منتشر کرده‌است. همچنین با سازمانها، دولتها، دانشگاه‌ها و سازمانهای غیرانتفاعی که در بازاریابی کلان علاقه دارند ارتباط برقرار می‌کند.
این انجمن بر پنج ستون است که «عمیقا اهمیت دارد» و بر همه افراد در سراسر جهان تأثیر می‌گذارد:
1. بازارها، بازاریابی و جامعه بخشی از یک شبکه جهانی هستند که رفاه، اقتصاد، سیاست و محیط زیست انسان را تعیین می‌کنند.
2. بازار به ویژه تأثیرگذار است. بازارهای آزاد بسیار سودمند هستند اما مقررات برای حفظ ارزشهایی مانند عدالت و پایداری اغلب ضروری است.
3. بازاریابی به عنوان یک رشته با تسهیل مبادله و ایجاد ارزش مشترک، نقش کلیدی اجتماعی را ایفا می‌کند.
4. سیستم جامع بازاریابی کلان کیفیت زندگی، رفاه، پایداری محیطی و شکوفایی اجتماعی را شکل می‌دهد.
5. ایدئولوژی‌های سیاسی، اخلاق هنجاری، فناوری، جغرافیا و فرهنگ در هر سطح از بازاریابی نهفته‌است.